# 斯洛伐克比利·简·金杯代表队
斯洛伐克比利·简·金杯代表队是斯洛伐克女子国家网球队历年参加比利·简·金杯（以前称为联合会杯）的队伍，由斯洛伐克网球协会（Slovak Tennis Association）负责管理。斯洛伐克队首次参加比利·简·金杯是在1994年。2002年斯洛伐克队在当时世界排名前十的选手達妮埃拉·漢圖霍娃的带领下赢得了杯赛冠军。2024年斯洛伐克队再次闯入决赛获得亚军。